# Gesamtanlage Endingen
Die Gesamtanlage Altstadt Endingen in Endingen am Kaiserstuhl im Landkreis Emmendingen in Baden-Württemberg hat den mittelalterlichen
Stadtgrundriss weitgehend bewahrt. 

## Beschreibung

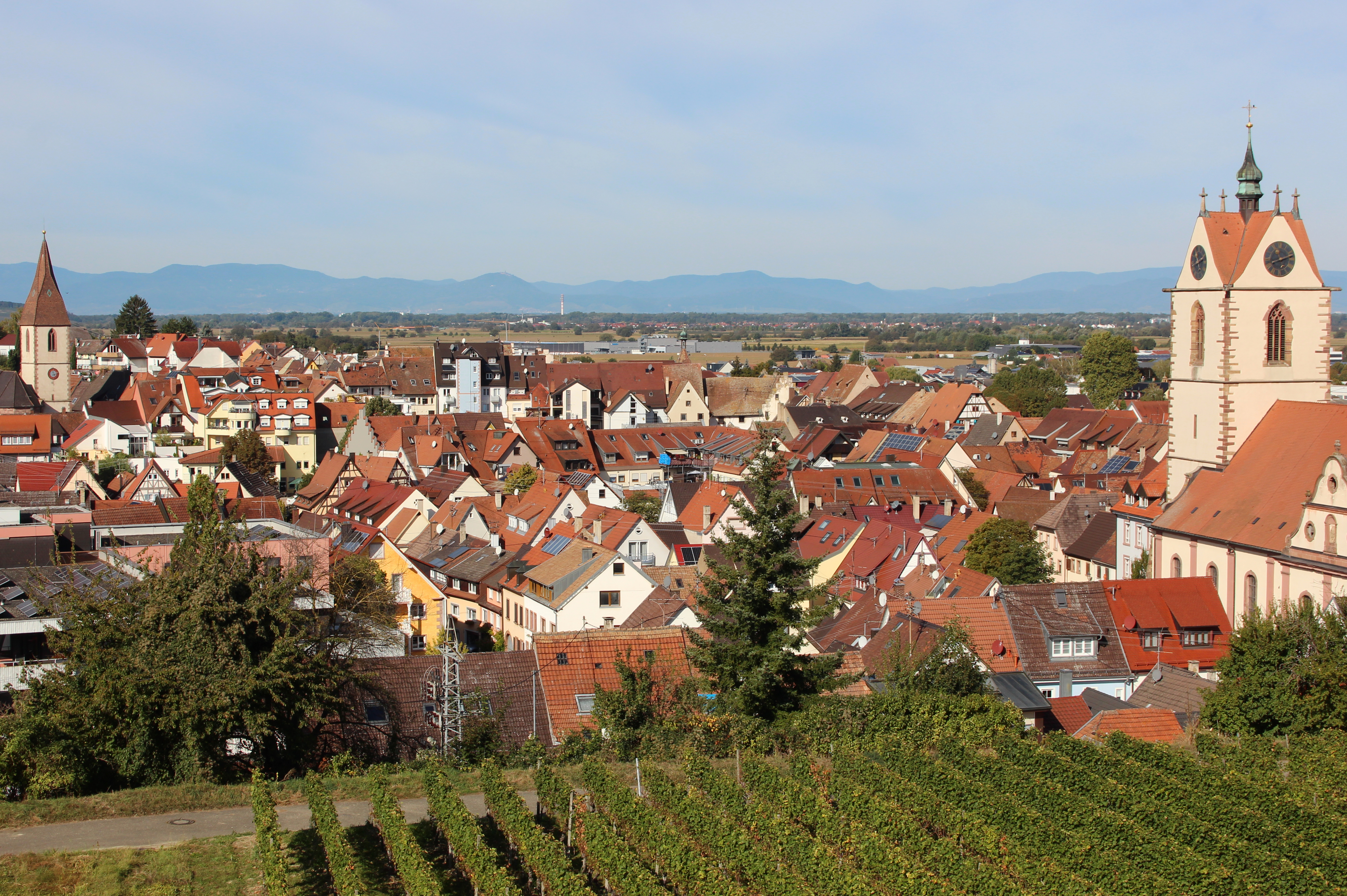
Blick über die Altstadt von Endingen

Endingen, einst eine vorderösterreichische Landstadt, liegt kulturlandschaftlich eingebettet in der geschützten Lage zwischen den Rebhängen des Erletals. Im Stadtgrundriss lassen sich zwei voneinander unabhängige, frühmittelalterliche Siedlungskerne ablesen, die in einer Neuanlage der Stadt im 13. und 14. Jahrhundert zusammengefasst  wurden. Von der Befestigung haben sich die regelmäßige Anlage eines Stadtmauerrings aus dem 14. Jahrhundert, ein Stadttor und der gut ablesbare, in Teilen unverbaute Grabenbereich erhalten. Wobei als Hauptachsen die geradlinige Hauptstraße im Norden und der breite, längsrechteckige Straßenmarkt der Marktstraße im Westen der Stadt hervortreten. Den Marktplatz und die Hauptstraße prägen die geschlossene Bebauung mit mehrgeschossigen, traufständigen Häusern häufig mit mittelalterlichem Kern sowie einigen herausragenden Barockbauten. In den Randbereichen herrscht eine lockere, ländliche Bebauung mit Gehöften vor. 
Aufgrund des historischen, bis heute erhaltenen Stadtgrundrisses, der noch vorhandenen Teile der mittelalterlichen Stadtbefestigung und des gut erhaltenen Baubestands ist die Altstadt von Endingen eine Gesamtanlage gemäß § 19 Denkmalschutzgesetz (DSchG), an deren Erhaltung ein öffentliches Interesse besteht.
Nach § 19 des Denkmalschutzgesetzes können die Gemeinden seit 1. Januar 1984 Gesamtanlagen durch Satzung unter Denkmalschutz stellen. Davor erfolgte der Schutz durch Verordnung des zuständigen Regierungspräsidiums. Nicht nur einzelne Kulturdenkmale sind dabei geschützt, sondern der ganze Stadtkern mit seinem historischen Grundriss, den Straßen und Plätzen, Grün- und Freiflächen sowie der Gesamtheit der historischen Bausubstanz, an deren Erhaltung aus wissenschaftlichen, künstlerischen oder heimatgeschichtlichen Gründen ein besonderes öffentliches Interesse besteht. Die Altstadt von Endingen ist seit 17. August 1964 eine geschützte Gesamtanlage.